# 阿布·法扎勒·穆罕默德·阿赫桑丁·乔杜里
阿布·法扎勒·穆罕默德·阿赫桑丁·乔杜里（英語：Abul Fazal Mohammad 'AFM' Ahsanuddin Chowdhury，1915年7月1日—2001年8月30日），是一名孟加拉国政治人物、曾任孟加拉国总统。

## 生平
1915年，阿布·法扎勒·穆罕默德·阿赫桑丁·乔杜里出生于迈门辛县，之后就读于卡达大学并获得法学士学位。1942年，他加入孟加拉公民服务组织，并获得司法公职资格、担任锡尔赫特市、朗布尔市、卡达的地区法官。1968年12月17日，他被巴基斯坦总统阿尤布·汗任命为达卡高等法院法官。1974年1月30日，担任孟加拉国最高法院上诉庭法官，任职1977年11月退休。
1982年3月24日，孟加拉国陆军参谋长海珊·穆罕默德·艾爾沙德发动不流血的政变，推翻了阿卜杜斯·萨塔尔总统。随着孟加拉国宣布实行军法管制后，乔杜里被军法管制首席执行官艾尔沙德将军指定为孟加拉国总统，但实际权力仍然掌握在艾尔沙德将军手里。1983年，艾尔沙德遭到反对党的指责，要求立即取消军事管制，并恢复民主权利。为巩固自身地位，艾尔沙德在1983年12月10日取代乔杜里、自任孟加拉国总统。
乔杜里还担任过一系列职位，包括孟加拉国世界和平与稳定组织主席、达卡希舒医院管理委员会和董事会主席、达卡法学院理事会主席、孟加拉国心理卫生基金会主席和孟加拉国童子军主席。2001年8月30日，他因病去世。